# غيظ الباكتيد (حجر)
'

تعديل مصدري - تعديل

غيظ الباكتيد هي إحدى قرى عزلة الجول بمديرية حجر التابعة لمحافظة حضرموت، بلغ تعداد سكانها 87 نسمة حسب تعداد اليمن لعام 2004.